# Scooter per la mobilità

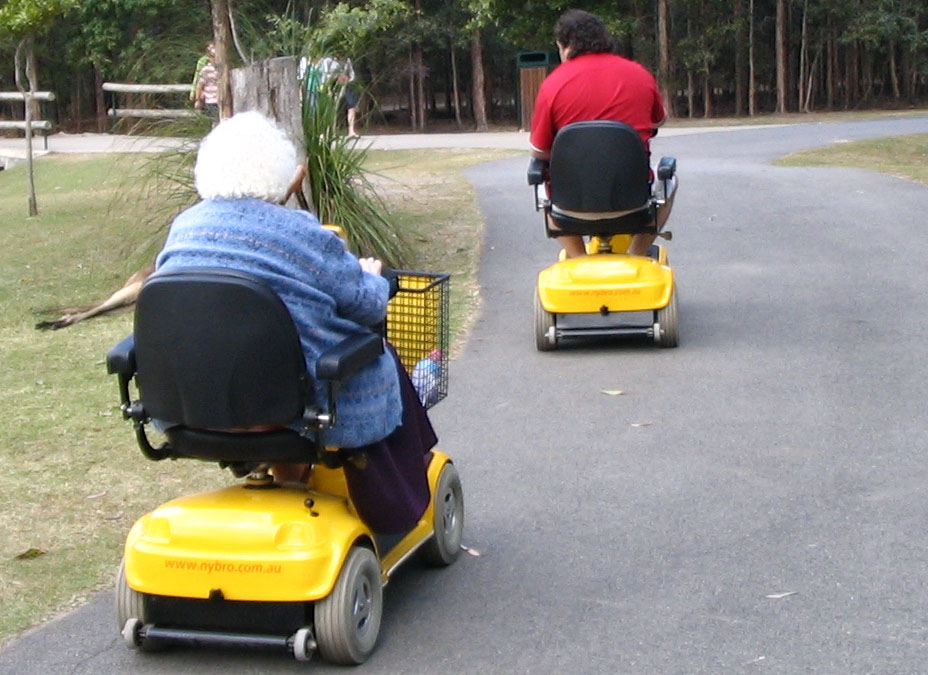
Scooter per la mobilità

Uno scooter per la mobilità è un veicolo elettrico considerato come un ausilio per la mobilità, in genere impiegato come una sedia a rotelle. Esistono scooter per la mobilità non motorizzati ma sono molto meno comuni e vengono per lo più destinati a quegli utenti in sedia a rotelle che hanno mantenuto un uso parziale delle gambe. Tali veicoli sono utilizzati da persone con una vasta gamma di impedimenti, dalla colonna vertebrale ai problemi motori, fino a quelle neurologiche.
Gli scooter per la mobilità differiscono dalle normali sedie a rotelle elettriche in quanto più facili da spostare su terreni irregolari e spesso personalizzabili. È possibile farne uso anche per spostamenti su distanze intermedie e/o prolungate a piedi, fino a coloro che non sono autorizzati a guidare automezzi o motocicli per motivi medici o di revoca della patente.

## Storia
Il primo veicolo in qualche modo simile a uno scooter per la mobilità fu introdotto nel 1954 e pubblicizzato da Sears come una sedia a rotelle elettrica. Era già all'epoca dotato di ampio sedile, autonomia maggiorata della batteria e con una configurazione a tre ruote. Aveva tuttavia un sedile da moticicletta (che quindi non garantiva supporto alla schiena), essendo perciò inadatto a quelle persone disabili che soffrivano di disturbi comuni, es. affaticamento precoce o dolori cronici a livello muscoloscheletrico. Il risultato fu uno scarso successo commerciale.

## Descrizione
Uno scooter per la mobilità ha un sedile, quattro o più ruote (sono ormai quasi del tutto abbandonati quelli a tre ruote per ragioni di instabilità), una superficie piana o ampie pedane per poggiare i piedi, e un manubrio o uno sterzo completo. Il sedile in dotazione è progettato per ruotare, consentendo un accesso agevolato in condizioni di blocco del manubrio. L'alimentazione è quasi sempre a batteria e il motore elettrico. La ricarica avviene tramite un caricabatteria integrato, la presa elettrica non è predisposta per le colonnine rapide ma è quella idonea al collegamento con l'alimentazione elettrica standard.
Sul manubrio/sterzo in dotazione si trovano i comandi di direzione avanti/indietro e regolazione della velocità. Le versioni moderne di tali veicoli sono fornite sempre maggiormente di funzioni accessorie, come ad esempio un limitatore di velocità, comandi di illuminazione per l'uso serale/notturno, indicatori di direzione, autoradio, spia di utilizzo della batteria. Esistono sia scooter di mobilità a trazione anteriore che a trazione posteriore (RD), con questi ultimi sicuramente più diffusi. I primi sono generalmente più piccoli e concepiti per uso indoor, i secondi sono impiegati sia all'interno che all'esterno e hanno una portata superiore. Una trazione posteriore per impieghi gravosi può trasportare fino a 230 Kg, a seconda del produttore. Entrambi sono comunque tarati per un peso utente tra i 75 e gli 80 Kg.
Di solito, questi mezzi hanno una velocità tra gli 8 e i 12 Km//h, un limitatore per andatura su marciapiede (6 km/h) e un ingombro poco superiore ai 2 metri in lunghezza, 1 metro in larghezza e circa 1,5 metri in altezza.

## Vantaggi
Gli scooter elettrici di mobilità assistita garantiscono importanti vantaggi alle persone con problemi di mobilità in tutto il mondo. Sono utili per le persone che non hanno sufficiente resistenza fisica, flessibilità degli arti o specifiche patologie (problemi coronarici o polmonari, sclerosi multipla, artrite, obesità, ecc.) negli spostamenti quotidiani. Inoltre, ruotare il sedile di uno scooter elettrico è generalmente più facile che spostare i poggiapiedi che si trovano sulla maggior parte delle sedie a rotelle convenzionali.
In tempi recenti, i produttori hanno modificato l'aspetto degli scooter per invogliare gli utenti, impostando forme che ricordano quelle di piccole automobili o ciclomotori.

## Aspetti legali
In Italia, il Codice della Strada non considera gli scooter di mobilità come dei veicoli veri e propri, ma come ausili alla persona:
L'art. 46 del riporta Codice della Strada (D.Lgs. 285/1992 e s.m.i.) riporta infatti:
“1. Ai fini delle norme del presente codice, si intendono per veicoli tutte le macchine di qualsiasi specie, che circolano sulle strade guidate dall'uomo. Non rientrano nella definizione di veicolo:
a) le macchine per uso di bambini, le cui caratteristiche non superano i limiti stabiliti dal regolamento;
b) le macchine per uso di invalidi, rientranti tra gli ausili medici secondo le vigenti disposizioni comunitarie, anche se asservite da motore.”
Di conseguenza, questi mezzi non sono soggetti ad immatricolazione, non hanno targa e non pagano il bollo di circolazione né l'assicurazione (benché in genere convenga stipulare una tutela sulla propria persona).
È vietato apportare modifiche alla trazione per renderla più prestante rispetto ai parametri del produttore.